# Elig
Elig is een Spaans historisch merk van motorfietsen.
De bedrijfsnaam was: Motocicletas Elig, Elche.
Elig leverde van 1956 tot 1959 lichte motorfietsjes met 123- tot 198cc-inbouwmotoren van Hispano-Villiers.